# Parafia św. Jadwigi Królowej w Janowie Lubelskim
Parafia pw. św. Jadwigi Królowej w Janowie Lubelskim – parafia rzymskokatolicka znajdująca się w diecezji sandomierskiej, w dekanacie Janów Lubelski. Została erygowana 21 czerwca 1996 z parafii św. Jana Chrzciciela. Obecny kościół wybudowany został w latach 1997–1999, według projektu arch. Marka Gierulskiego. Mieści się przy ulicy Księdza Skorupki. Do parafii należy także kaplica w szpitalu pw. św. Łukasza.

## Zasięg parafii
Ulice: 8 września, Bohaterów Porytowego Wzgórza, Jana Pawła II, Korczaka, Leśna, Łąkowa, Ogrodowa, Osiedle Przyborowie, Osiedle Rozwój, Osiedle Wschód, Słowackiego, Wiejska, Wojska Polskiego, Zamojskiego.
Miejscowości: Flisy, Szklarnia, Zofianka Dolna, Zofianka Górna.